# Sabaya (ort i Bolivia)
Sabaya är en ort i Bolivia.   Den ligger i departementet Oruro, i den sydvästra delen av landet, 300 km väster om huvudstaden Sucre. Sabaya ligger 3 704 meter över havet och antalet invånare är 573.
Terrängen runt Sabaya är varierad. Trakten runt Sabaya är nära nog obefolkad, med mindre än två invånare per kvadratkilometer.. Det finns inga andra samhällen i närheten. 
Omgivningarna runt Sabaya är i huvudsak ett öppet busklandskap.